# Geelebek

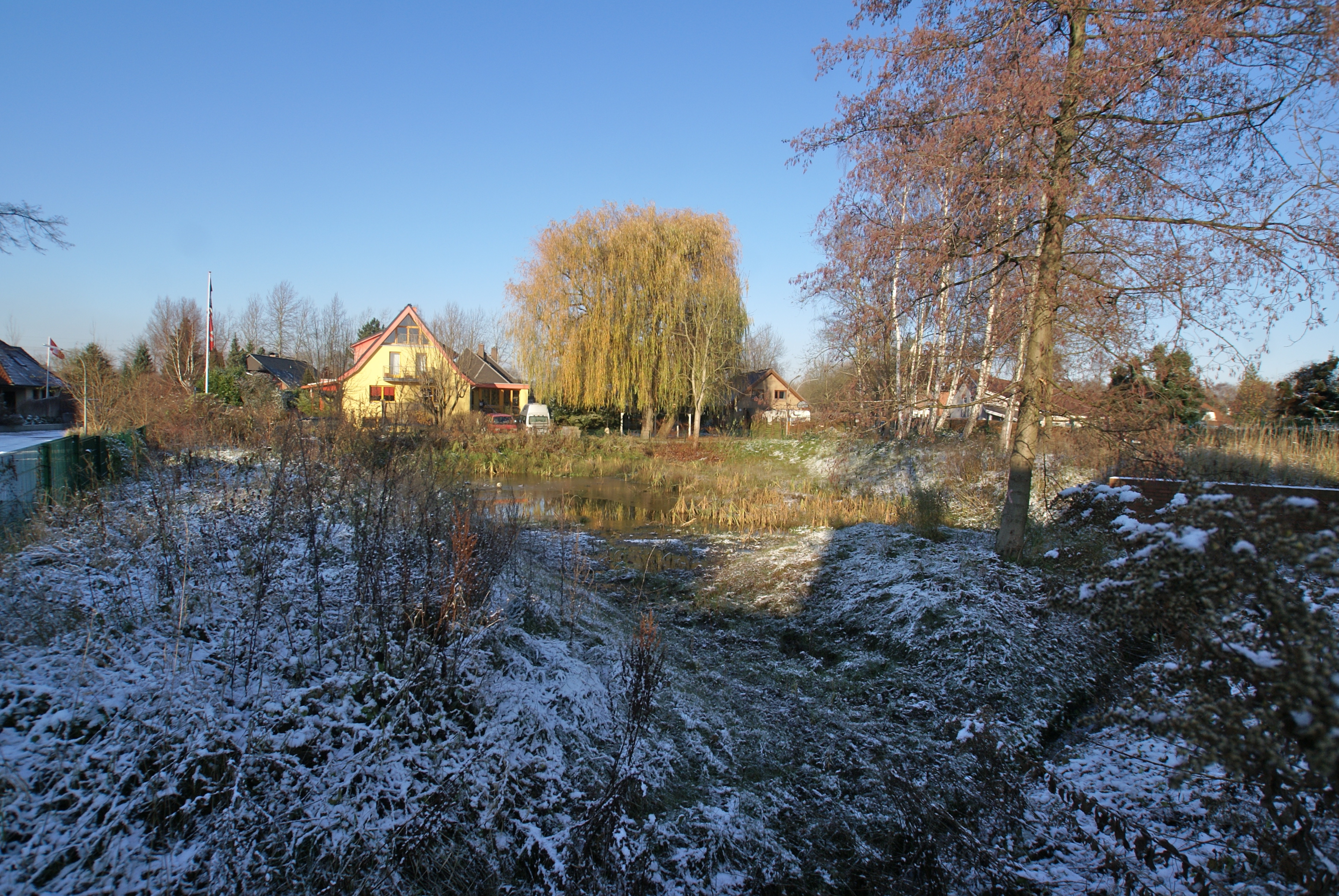
El Geelebek travessa l'estany que serveix de conca de dipòsit al Wehmerweg.

El Geelebek és un petit riu d'Hamburg (Alemanya). Neix a Stellingen i desemboca a l'Alte Kollau a Lokstedt.
Tot i que les associacions per a la protecció de la natura ja van lluitar des de 1989 per al manteniment dels espais verds a la vall del riu i per a crear un llit natural, propici a la flora i la fauna, la urbanització als marges del rierol va continuar. La urbanització, que accelera l'evacuació de l'aigua en impermeabilitzar la terra, i el canvi climàtic, que augmenta el nombre de pluges torrencials, van fer augmentar el risc d'inundacions. Hi ha un pla de creació de conques de dipòsit en via d'execució.
És un nom compost de dues arrels baix alemanyes: Geel, que significa groc, i bek, que significa rierol.

## Galeria

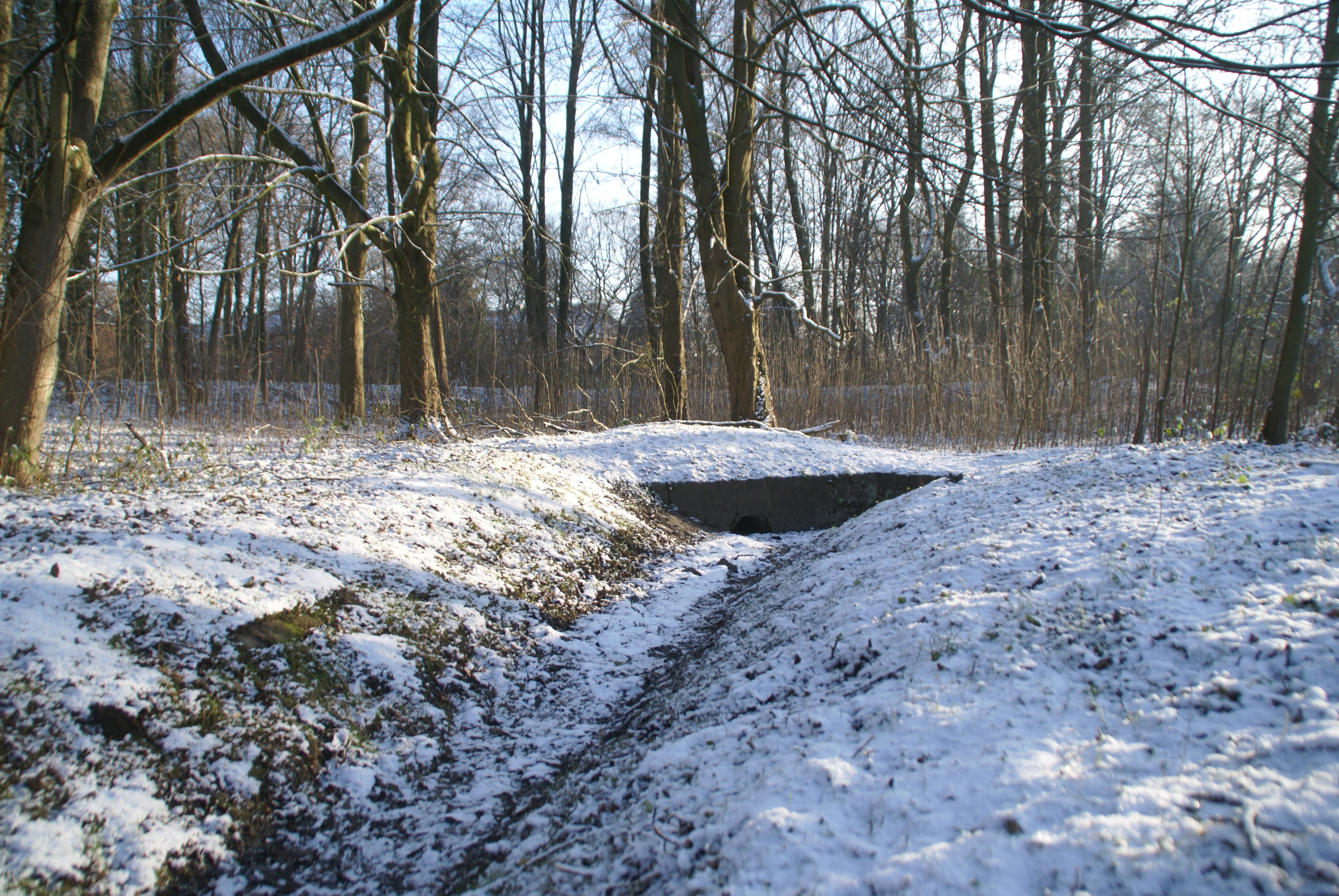
La font del Geelebek al Deelwischpark
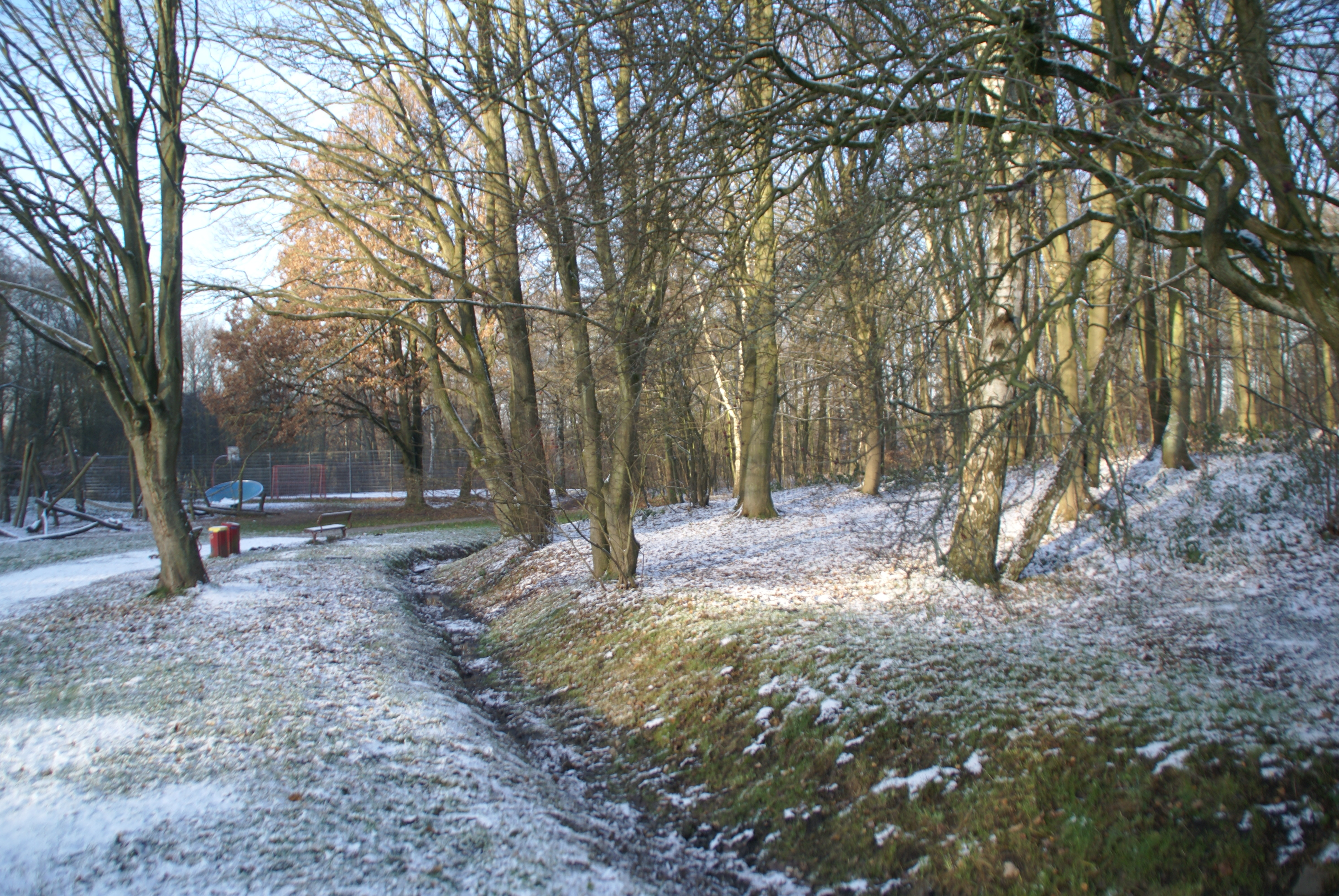
El rierol gairebé sec al Deelwischpark
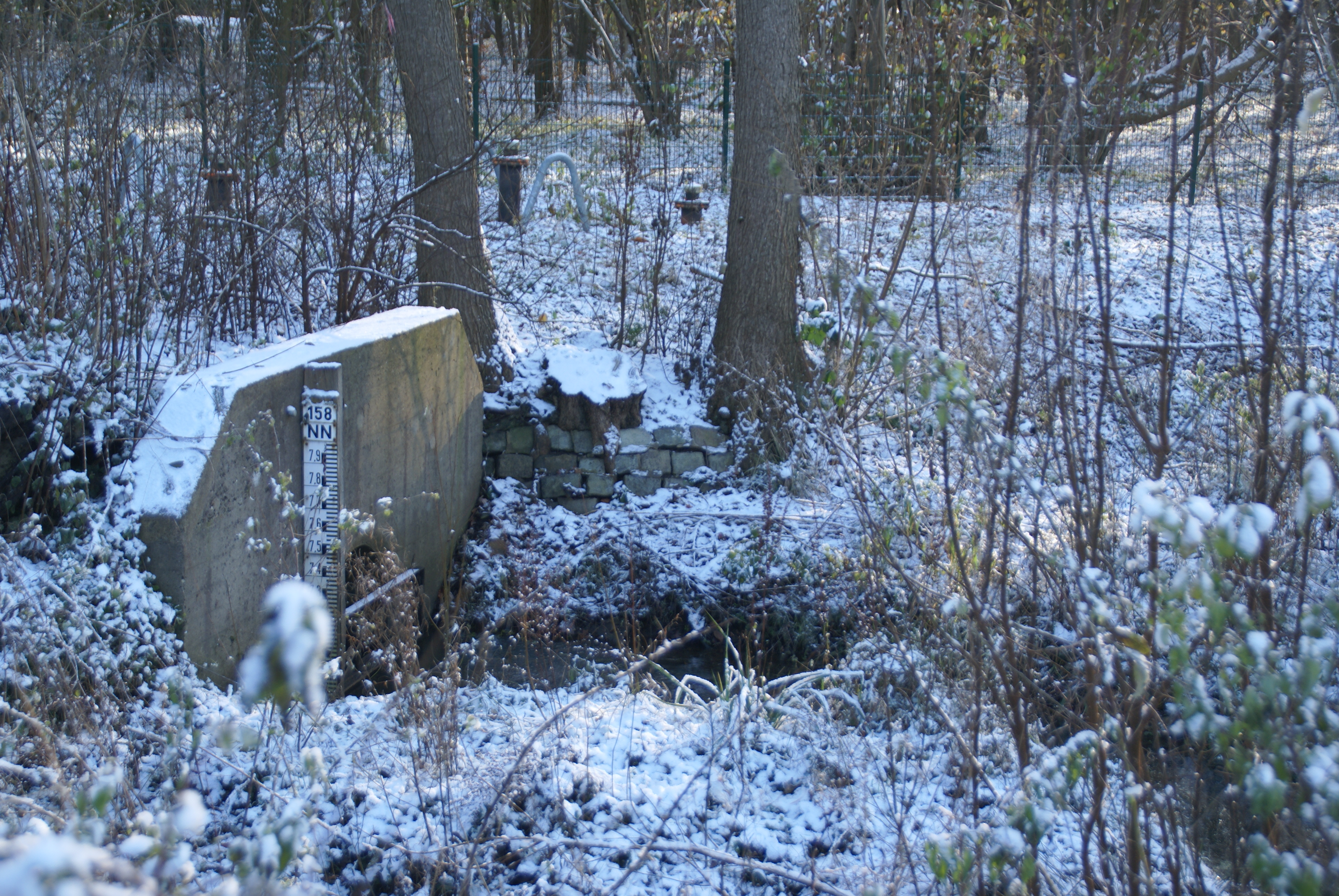
Limnímetre i resclosa de desguàs a Lokstedt
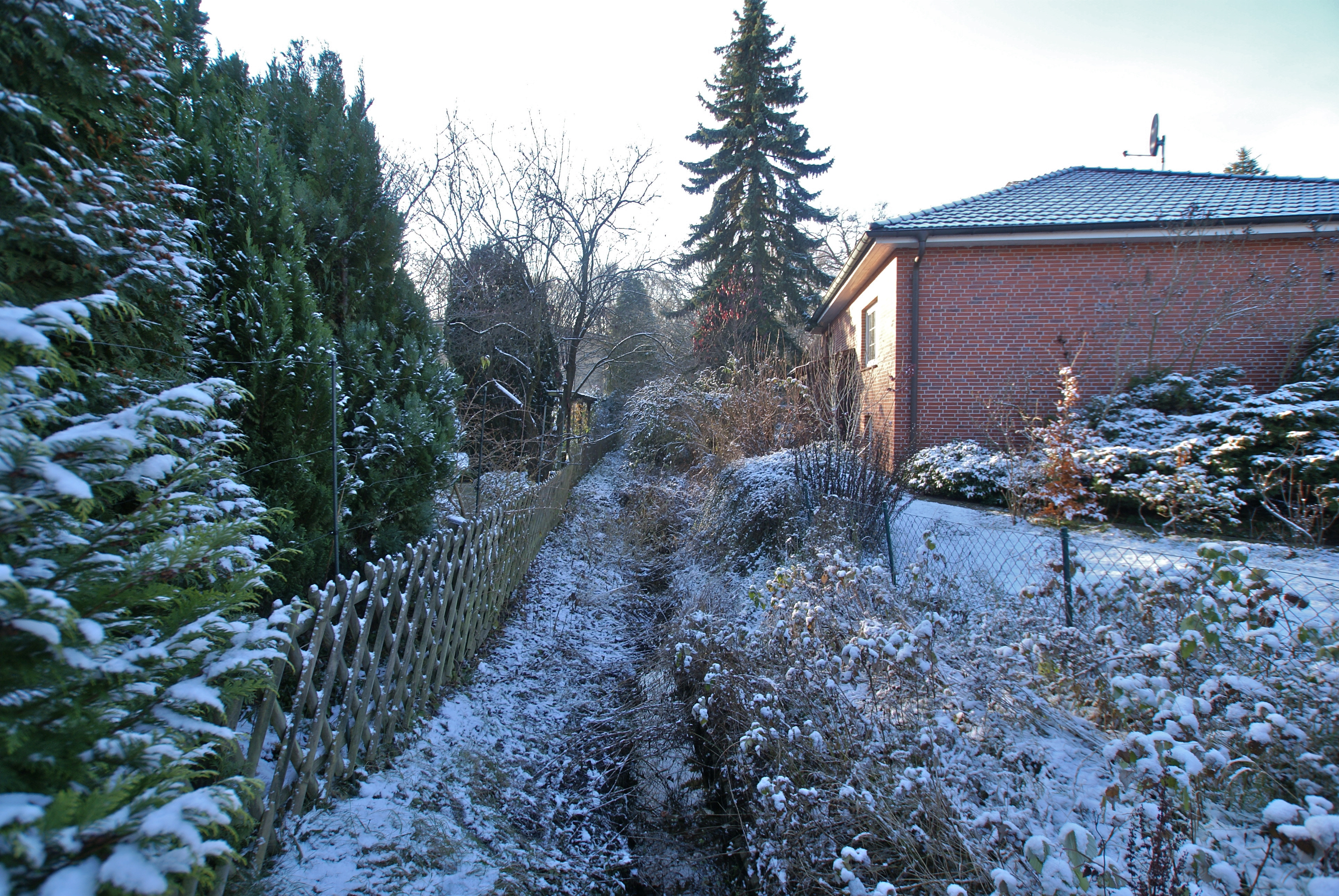
El rierol al Wehmerstieg